# Si-An Deng
Si-An Deng (Shanghái, China, 25 de junio de 1963) es una deportista canadiense que compitió en bádminton, en las modalidades individual, dobles y dobles mixto. Ganó tres medallas en los Juegos Panamericanos de 1995.

## Palmarés internacional
| Juegos Panamericanos | Juegos Panamericanos      | Juegos Panamericanos | Juegos Panamericanos |
| Año                  | Lugar                     | Medalla              | Prueba               |
| -------------------- | ------------------------- | -------------------- | -------------------- |
| 1995                 | Mar del Plata (Argentina) | Medalla de oro       | Dobles               |
| 1995                 | Mar del Plata (Argentina) | Medalla de plata     | individual           |
| 1995                 | Mar del Plata (Argentina) | Medalla de plata     | Dobles mixto         |